# Estàtua del jove Mao Zedong
L'estàtua del jove Mao Zedong (毛泽东青年艺术雕塑) es troba a l'illa Orange (橘子洲) a Changsha, Hunan (Xina). El monument fa 32 metres d'alçada i representa el cap de Mao Zedong. El govern del poble de Hunan va començar a construir-lo l'any 2007 i es va acabar dos anys més tard, el 2009. Es van necessitar més de 800 tones de granit extret de Fujian per completar-la.

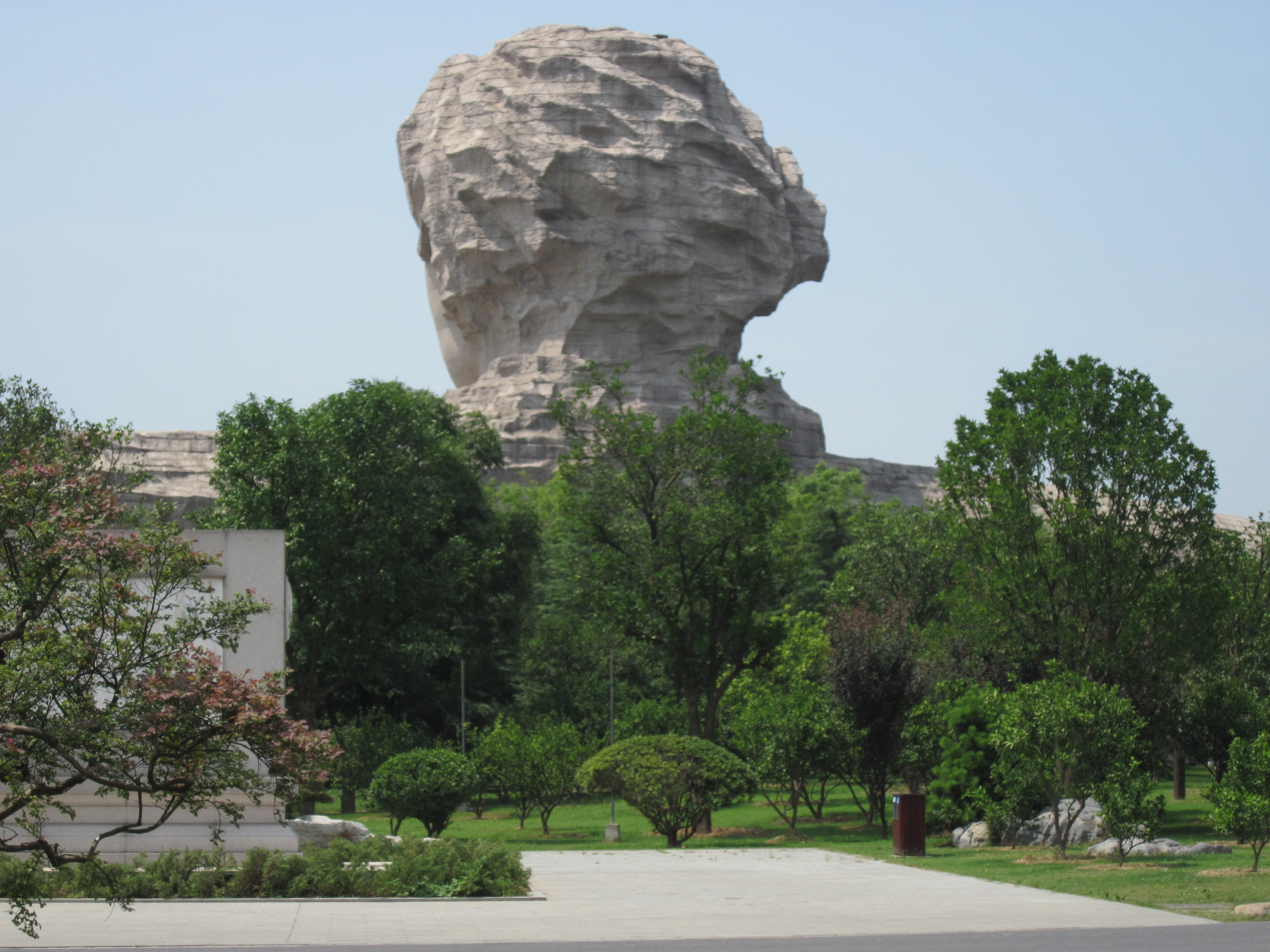
Part posterior de l'estàtua
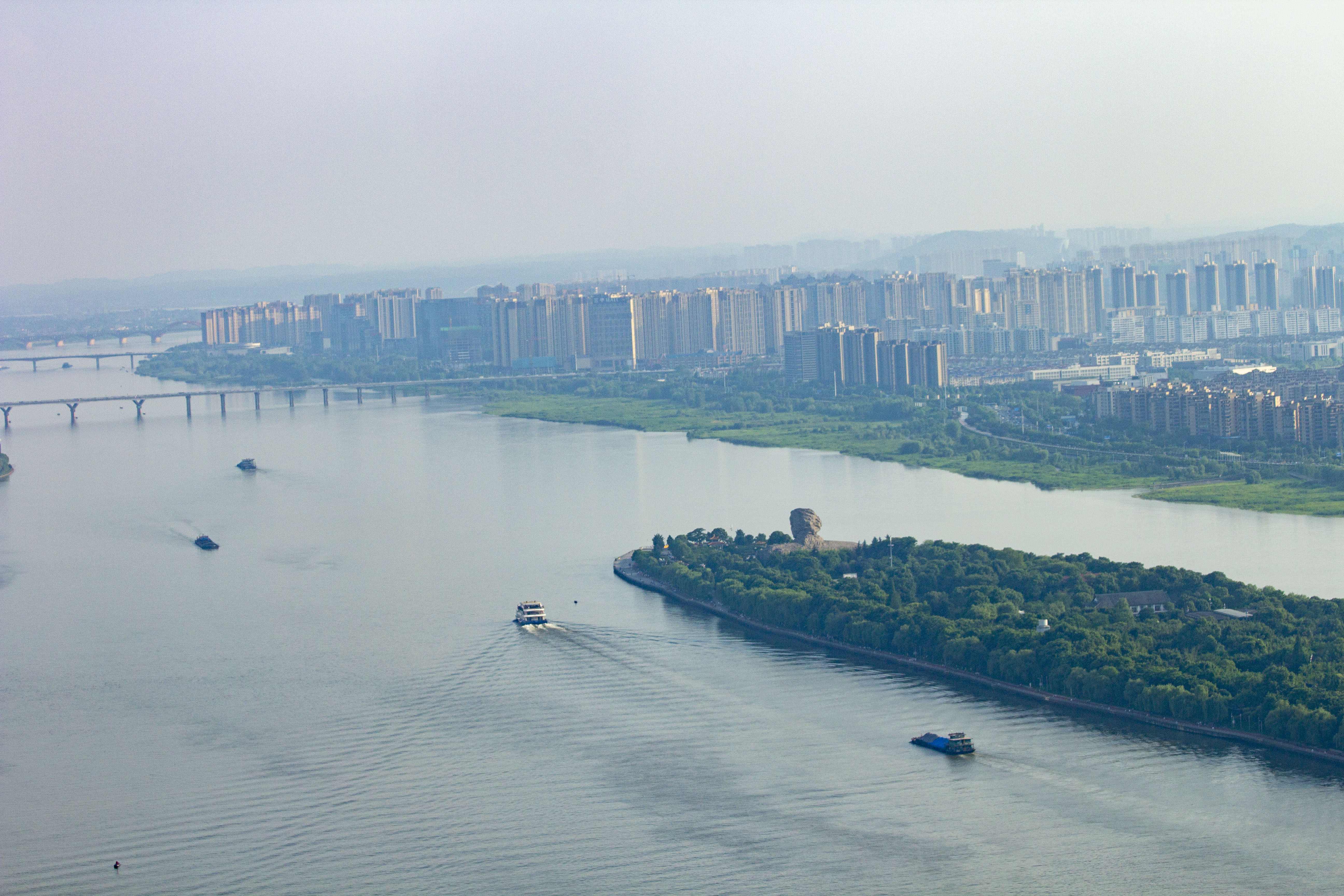
Estàtua vista a distància

Té 83 metres de llarg (que simbolitza l'edat de Mao a la seva mort), 41 metres d'amplada (que simbolitza el nombre d'anys que va dirigir el Partit Comunista Xinès des de la Conferència de Zunyi fins a la seva mort), i 32 metres d'alt (que representa l'edat de Mao quan va escriure el seu poema dedicat a la ciutat de Changsha).